# Wahi (altes Ägypten)
Wahi  war ein lokaler Beamter im Alten Ägypten zur Zeit der 8. Dynastie, am Beginn der 1. Zwischenzeit. Er ist von seinem dekorierten Grab in el-Hagarsa (moderne Nummer D4) in Oberägypten bekannt. In seinem Grab führt er die Titel Fürst (Ḥ3.tj-ˁ = Hati-a) und Truppenvorsteher (Jmj-r3-mšˁ = Imi-ra-mescha).
Eine Frau mit den Doppelnamen Nebet und Bebi erscheint mehrmals im Grab hinter Wahi. Obwohl es nicht ausdrücklich erwähnt wird, so handelt es sich wohl um seine Gemahlin. Eine gleichnamige Frau ist als Tochter des Meryaa in dessen benachbartem Grab genannt. Vielleicht handelt es sich um dieselbe Frau. Diverse Töchter und Söhne werden im Grab genannt.
Wahis Grabanlage besteht aus einer fast quadratischen, dekorierten Grabkapelle und der darunter liegenden, undekorierten Grabkammer. Die Malereien in der Kapelle sind vergleichsweise gut erhalten. Auf der Ostwand, der Eingangswand, sieht man Wahi und hinter ihm eine biographische Inschrift, die jedoch nur zum Teil erhalten ist. Auf der Südwand ist Wahi stehen abgebildet und vor ihm Hirten, die mit Rindern kommen und ihm die Aufwartung machen. Hinter ihm sind Familienmitglieder zu sehen und im untersten Register Bauern bei der Ernte. Auf der Westwand sind Wahi und seine Gemahlin Bebi vor Opfergaben dargestellt. Auf der Nordwand erscheint Wahi bei der Jagd mit dem Speer auf Fische. Hinter ihm steht seine Gemahlin Bebi und in mehreren Registern Familienmitglieder.
1995 veröffentlichte ein australisches Team unter Naguib Kanawati einen Bericht, für den die Szenen des Grabes gezeichnet und fotografiert worden waren.